# Behind the Lines (Star Trek: Deep Space Nine)
"Behind the Lines" és el quart episodi de la sisena temporada de la sèrie de televisió de ciència-ficció estatunidenca Star Trek: Deep Space Nine, el 128è de tota la sèrie. Originalment es van emetre en redifusió a partir del 20 d'octubre de 1997. El guió fou escrit per René Echevarria i fou dirigit per LeVar Burton. És el quart episodi de l’arc argumental inicial de sis episodis, que comença poc després dels esdeveniments d'A Time to Stand.
Ambientada al segle XXIV, la sèrie segueix les aventures a Espai Profund 9, una estació espacial situada prop d'un forat de cuc estable entre els Quadrants Alfa i Gamma de la Via Làctia, prop del planeta Bajor, mentre els bajorans es recuperen d'una brutal ocupació de dècades pels imperialistes cardassians. El Quadrant Gamma acull un imperi hostil conegut com el Domini, governat pels Fundadors que canvien de forma. Durant l'arc argumental inicial de la sisena temporada, l'hostil Domini controla l'estació, i la seva tripulació habitual de la Flota Estel·lar lluita la Guerra del Domini en altres llocs.
L'episodi està ambientat durant els primers mesos de la història de la Guerra del Domini de la sèrie després que el Domini hagi absorbit el planeta proper de Cardàssia i hagi entrat en guerra contra la Federació Unida de Planetes.  "Espai Profund 9" és ocupat per l'aliança Domini-Cardassia sota un pacte de no-agressió amb Bajor. La tripulació habitual de la Flota Estel·lar de l'estació i la seva nau estel·lar, la Defiant, després d'haver fugit de l'estació al final de la temporada anterior, estan duent a terme la guerra en altres llocs.
Va tenir una qualificació Nielsen de 5,1 punts, uns cinc milions d'espectadors quan es va estrenar.

## Argument
De tornada d'una altra missió contra el Domini a la Defiant, el capità Sisko és informat que la intel·ligència de la Flota Estel·lar ha descobert una enorme xarxa de sensors que el Domini utilitza per rastrejar la nau de la Flota Estel·lar. moviment. Sisko determina que l'única manera de destruir la matriu és apropant-s'hi a través d'un cúmul estel·lar. Tanmateix, Sisko ha estat ascendit a ajudant de l'almirall Ross i no comandarà la missió. La comandant Dax és posada al comandament del Defiant. Mentre Sisko troba a faltar la seva tripulació i es preocupa pel seu retorn sa i estalvi, Dax lidera la missió i destrueix la matriu.
Mentrestant, la major Kira i els altres a l'ocupat Espai Profund 9 aconsegueixen estendre la desconfiança entre els cardassians i el Domini permetent que els soldats Jem'Hadar del Domini descobreixin la proposta de l'oficial cardassià Corat Damar d'enverinar els Jem'Hadar si s'esgoten els subministraments de la droga necessària per controlar-los. Mentrestant, el líder cardassià Dukat encara no ha pogut destruir el camp de mines de la Flota Estel·lar, cosa que impedeix que els reforços del Domini arribin des del Quadrant Gamma.
Un dels canviant, els governants canviants de forma del Domini, visita el DS9 amb l'esperança de passar temps amb Odo, un canviant rebel que ha viscut entre els bajorans i s'ha aliat amb ells. Ella persuadeix Odo perquè "s'uneixi" amb ella, unint-se físicament als seus cossos líquids perquè pugui entendre més sobre la seva gent.
Mentre beu al bar de Quark, Damar revela que ha trobat una manera de destruir el camp de mines disparant un raig des del conjunt de deflectors de l'estació. Quark transmet aquesta informació a Kira, i ella i Rom planegen sabotejar el deflector. Odo s'ofereix a desactivar el sistema de seguretat perquè la interferència de Rom passi desapercebuda. Tanmateix, quan arriba el moment, Odo està enmig d'unir-se amb l'altre canviant, així que quan Rom comença la seva feina, fa sonar l'alarma de seguretat i és capturat per Damar. Kira s'enfronta a Odo, però ell simplement diu que, mentre estigui vinculat, res més importa.

## Actors convidats
- Jeffrey Combs - Weyoun
- Marc Alaimo - Dukat
- Max Grodénchik - Rom
- Aron Eisenberg - Nog
- Casey Biggs - Damar
- Barry Jenner - Almirall Ross
- Salome Jens - Dona canviant

## Recepció
Keith DeCandido de Tor.com va donar a l'episodi un set sobre deu.
El 2015, Geek.com va recomanar aquest episodi com a "imprescindible" per a la seva guia abreujada de marató de sèries de Star Trek: Deep Space Nine. També, el 2015, una guia de marató de sèries per Star Trek: Deep Space Nine de Wired recomanava no saltar-se aquest episodi essencial.
El 2018, SyFy recomanava aquest episodi per la seva guia de visionat abreujada del personatge bajorà Kira Nerys. La van recomanar com a part d'una seqüència de set episodis, incloent-hi "Call to Arms," "A Time to Stand," "Rocks and Shoals," "Sons and Daughters," "Behind the Lines," "Favor the Bold," i "Sacrifice of Angels"; això inclou del final de temporada de la temporada 5 i els primers sis episodis de la temporada 6 de la sèrie.